# أمنيشا: ريبيرث
أمنيشا: ريبيرث (فقدان الذاكرة: ولادة جديدة) (بالإنجليزية: Amnesia: Rebirth)‏، هي لعبة فيديو سويدية، من تطوير ونشر شركة فيكشينال جيمز، صدرت اللعبة في الأسواق سنة 2020، وتعمل لمنصات بلاي ستيشن 4، لينكس ومايكروسوفت ويندوز. وهي تكملة لـ فقدان الذاكرة : منحدر الظلام. تلقت اللعبة ملاحظات إيجابية بشكل عام عند الإصدار.

## قصة اللعبة
تدور أحداث اللعبة في مارس 1937، أي بعد 98 عامًا تقريبًا من أحداث منحدر الظلام. القصة تتبع أناستاسي «تاسي» (بالفرنسية: Tasi) تريانون، عالمة الآثار فرنسية في رحلة استكشافية إلى إفريقيا المستعمرة. بعد تحطم طائرتها في الصحراء بالجزائر، تستيقظ لتكتشف أن جميع رفاقها قد فقدوا ولا تتذكر ما حدث فور تحطمها. عاقدة العزم على العثور على زوجها سَلِيم، تتحدى تاسي أخطار الصحراء لتتبع مسار رحلتها الاستكشافية. أثناء تنقّلها في كهف، تدرك تاسي أنها استحوذت بطريقة ما على تميمة المسافر، وهي جهاز يسمح لها بالسفر عبر الشقوق إلى عالم غريب ميت. كما تكتشف أنها حامل. عثرت تاسي في النهاية على جثة سليم؛ كان قد توفي بالفعل متأثرا بجروح مميتة أصيب بها في تحطم الطائرة.
تواصل تاسي في محاولة العثور على بقية الرحالة. عند الخروج من الكهف، تصادف حصنًا فرنسيًا مهجورًا وسرعان ما اكتشفت أن الحامية بأكملها قد قُتلت بواسطة قوة غير معروفة. تمكنت من الاتصال بأحد الناجين من الرحلة، الدكتور ميتزيير، الذي أمرها بالتوجه إلى قرية قريبة تتمكن من العثور عليها. تسافر تاسي في أعماق الحصن للعثور على مخرج، وسرعان ما يصادفها غيلانًا بشعة ومتحوّلة تطارد الأنفاق. وهي قادرة على الخروج من الحصن، لكنها عالقة في كهف وتقع في أطلال قديمة كانت في السابق تنتمي إلى مجتمع متقدم للغاية ولكنه انقرض الآن.
أثناء دراستها للآثار، علمت تاسي أن المنشأة تم بناؤها من قبل عِرق فضائي يُدعى «بناة البوابة»، الذين لديهم القدرة على اجتياز العوالم وإطالة حياتهم بفضل قوة السيرة الذاتية، وهي مادة حصلوا عليها من خلال تعذيب البشر على على نطاق والشامل. ومع ذلك، تسببت إحدى التجارب في تعطل البوابة في عالمهم المنزلي وتدمير نفسها، مما أدى إلى القضاء على بناة البوابة ونشر الظل، وهي قوة خطيرة تتجلى في نمو يشبه الورم الأحمر. تصادف تاسي أيضًا علامات على رحلة استكشافية سابقة بقيادة البروفيسور ثورستون هربرت، حيث كسر دانيال الجرم السماوي وتسبب في غضب الظل. تكتشف أيضًا لرعبها أن أحد أعضاء بعثتها، ليون، تحول إلى غول. كما أنقذت أيضًا عضوًا آخر في البعثة، هو ريتشارد، لكن انتهى به الأمر بقتله في حالة من الغضب عندما خانها وحاول تركها لتموت.
تاسي قادرة على تفعيل الناقل الآني لنقل نفسها إلى القرية. تلتقي بعضوة أخرى في البعثة، وهي ياسمين، وهي في طور التحول إلى غول. اعترفت بأنها فقدت السيطرة على نفسها وقتلت جميع القرويين، وحذرت تاسي من الهرب منها. ثم وصل الدكتور ميتسير وأطلق النار على ياسمين وأردها قتيلة قبل أن تتمكن من مهاجمة تاسي. ويساعد تاسي في إنجاب ابنتها، التي تسميها أماري، لكنها بعد ذلك يأخذها بعيدًا، مدعيا أن أماري بحاجة إلى عكس لعنة الغول التي فرضت عليها. تلاحق تاسي الدكتور ميتزيير، الذي يستخدم تميمة المسافر للسفر إلى عالم بناة البوابة. أثناء المطاردة، بدأت تاسي في استعادة ذكرياتها الكاملة. بعد وقت قصير من تحطم الطائرة، اقتربت إمبراطورة بناة البوابة من تاسي والبعثة. كانت الإمبراطورة تتوق إلى أن تكون أماً بعد علاج السيرة الذاتية لمرض مجهول مما جعلها عقيمًا، ومنحتهم تميمة المسافر ووعدت بإنقاذهم إذا سلمت تاسي أماري. لا تزال تاسي تعاني من صدمة فقدان ابنتها السابقة أليس، لكن تاسي رفضت الصفقة. قبل إعادتهم إلى الأرض، وخدعت الإمبراطورة البعثة للشرب من نافورة خاصة ألحقت بهم لعنة الغول، مما يسهل عليها السيطرة عليهم. استطاعت تاسي اللحاق بالدكتور ميتسير وقتله. ثم حذرت الإمبراطورة تاسي من أن أماري مصاب بنفس المرض الذي قُتل فيه أليس، ومحكوم عليه أن يعاني من نفس المصير. تتوسل إلى تاسي للسماح لأماري بالبقاء معها، حيث يمكنها توفير عدد لا نهائي من السير الذاتية إلى أماري لقمع مرضها والسماح لها بالعيش حياة كاملة.
تترك تاسي مع خيار ترك أماري وراءها، أو قتال الإمبراطورة، أو الفرار مع أماري. إذا تركت تاسي أماري وراءها، فإن الإمبراطورة تثني عليها لاتخاذها القرار الصحيح وتتحول تاسي بالكامل إلى غول. بصفته غولًا، تتجول تاسي في أنقاض عالم بناة البوابة بذكريات مجزأة فقط عن أماري. إذا قررت تاسي محاربة الإمبراطورة، فإنها تقوم بحقن اللحم الأحمر في مخزون سيرة الإمبراطورة، مما يؤدي إلى قتل الإمبراطورة وتدمير ما تبقى من حضارة بناء البوابة. في حين أن هذا القتل الرحيم للبشر الذين يتعرضون للتعذيب بسبب فيتايهم، فإن كلا من تاسي وأماري يبتلعهما نمو الظل ويموتان أيضًا. إذا قررت تاسي الفرار مع أماري، فإنها تكون قادرة على تنشيط الناقل الآني الذي يرسلها هي وأماري إلى باريس وبعيدًا عن متناول الإمبراطورة. تظهر تاسي وأماري في باريس، وكلاهما يواجه مستقبلاً غامضًا.